# Xã Minnie Lake, Quận Barnes, Bắc Dakota
Xã Minnie Lake (tiếng Anh: Minnie Lake Township) là một xã thuộc quận Barnes, tiểu bang Bắc Dakota, Hoa Kỳ. Năm 2010, dân số của xã này là 50 người.